# Josef Allram
Josef Allram (Schrems, 22 novembre 1860 - Mödling, 29 décembre 1941) est un professeur et écrivain autrichien.  
Il a étudié la pédagogie.

## Œuvres
- Waldviertler Geschichten, 1900
- Der 1000. Patient, 1903
- Hamerling und seine Heimat, 1905
- Der letzte Trieb, 1911